# Silvio Feccia
Silvio Feccia (Romagnano Sesia, 22 gennaio 1927 – Romagnano Sesia, 17 aprile 2009) è stato un allenatore di calcio e calciatore italiano, di ruolo centrocampista.
Venne soprannominato Silver per distinguerlo, negli anni di comune militanza al Novara, dal più famoso compagno di squadra Silvio Piola.

## Carriera

### Giocatore
Nativo di Romagnano Sesia, iniziò a giocare a calcio negli anni successivi alla seconda guerra mondiale nella formazione del Gattinara, dove rimase per quattro stagioni tra il 1945 e il 1949, militando in Serie C e in Promozione. Il 1949 fu l'anno del passaggio al Novara, direttamente nella massima serie, nella quale esordì il 20 ottobre 1949 in Sampdoria-Novara 3-0. Chiuso dai titolari Baira e Mainardi, Feccia disputò solo nove gare nella sua prima stagione; la squadra conquistò la salvezza nelle ultime giornate, terminando quartultima. Negli anni successivi Feccia divenne titolare (in particolare dalla stagione 1951-1952, in cui registrò 24 presenze) e la squadra si mantenne su posizioni di media classifica, soprattutto grazie alla presenza in attacco di Silvio Piola, che terminò la sua carriera nel 1954. Il Novara rimase in Serie A fino alla stagione 1955-1956, quando retrocesse in Serie B, terminando il campionato al penultimo posto. Feccia rimase con la formazione piemontese fino al 1960, lasciando la squadra dopo undici stagioni (7 in A e 4 in B) nelle quali registrò 295 presenze e 17 reti (di cui 180 gare e 12 gol in A).
Passò al Cuneo, disputando una stagione in Serie D (la squadra retrocedette al termine della stagione), e nel 1961-1962 militò nel Pinerolo in Prima Categoria, squadra della quale fu anche capitano. Fu la sua ultima stagione come calciatore.

### Allenatore
Nel 1962, dopo il suo ritiro dal calcio giocato, allenò la sua ultima squadra, il Pinerolo, nella stagione 1962-1963, mentre nel 1964 fu al Serravalle. Nel 1966 salì alla guida dell'Arona, dove rimase nel 1966-1967 e parte della stagione successiva, prima di essere sostituito da Renato Cocconi.
Nel 1978 passò al Coggiola, dove rimase per due stagioni; al termine della stagione 1980 la formazione venne coinvolta in una rissa: tra le varie squalifiche, Feccia fu sospeso per un anno, fino al giugno 1981, dopodiché non allenò più alcuna squadra.

## Dopo il ritiro
Ritiratosi nel suo paese natale, aprì un negozio di antiquariato insieme alla moglie Linduccia. Morì nel 2009 all'età di 82 anni.